# Truenotierra
Truenotierra es el séptimo álbum de estudio realizado por el grupo musical de Argentina La Renga. Fue presentado oficialmente el sábado 16 de diciembre de 2006, en el Estadio José María Minella.
La presentación del álbum de estudio tuvo la particularidad de que ese día el clima en Mar del Plata hizo honor al álbum, ya que se presentó una gran tormenta eléctrica que causó anegamientos y hasta corrió peligro dicha presentación.

## Canciones
Toda la música del CD Tierra es instrumental. Entre otras cosas para destacar, podríamos resaltar la canción número nueve del CD Trueno, «Llenado de llorar». Esta tiene la peculiaridad de tener en su armonía sólo una guitarra, prescindiendo de la batería de Tanque y el bajo de Tete.
La única canción que no es cantada por Chizzo es la que no fue compuesta por él, «Entre la niebla», cantada por su compositor, Manu Varela, el saxofonista de la banda

## Portada
La portada consta de una cruz ensanchada negra calada en la caja del CD.
En el centro de esta cruz, con casi el mismo ancho de la misma, se encuentra un águila con sus alas extendidas y su cabeza apuntada hacia arriba y mirando hacia la izquierda.
En su cuerpo se encuentran las palabras "La RENGA", "TRUENO" y "TIERRA", escritas de forma estilizada, de la siguiente forma:
El cuerpo está formado por dos "Tes".
En el ala de la izquierda se lee "ONEUR" (de TRUENO) y en la derecha "IERRA".
En la cabeza se lee "La".
Y en la cola: "RENGA".
La caja es roja con dibujos en negro simbolizando roturas en la tierra seca.
El CD Trueno, tiene la figura de un cielo rojo atravesado en el lado derecho por un Rayo amarillo.
En el CD Tierra, el cielo es reemplazado por un suelo de color ocre, y el rayo amarillo que en el CD Trueno estaba del lado derecho, se convierte en negro y pasa del lado izquierdo, dejando de representar un rayo y pasando a ser las roturas de un suelo seco.
La diseñadora gráfica fue Marina Pisano; los dibujos son de Fito y Matías Forcinto; la fotografía de Pablo Freytes.

## Lista de canciones
Todas las canciones fueron compuestas por Gustavo F. Napoli, excepto «Entre la niebla" que fue escrita por Manuel Varela.
Trueno

| N.º | Título                                                        | Duración |  |
| 1.  | «El monstruo que crece»                                       | 2:58     |  |
| 2.  | «Almohada de piedra»                                          | 3:46     |  |
| 3.  | «Ruta 40»                                                     | 3:27     |  |
| 4.  | «La boca del lobo» (Con Leopoldo Janín y Juan Cruz Fernández) | 3:25     |  |
| 5.  | «Montaña roja»                                                | 3:45     |  |
| 6.  | «Palabras estorbantes»                                        | 6:10     |  |
| 7.  | «Cualquier historia»                                          | 3:47     |  |
| 8.  | «Mujer del caleidoscopio»                                     | 5:24     |  |
| 9.  | «Llenado de llorar»                                           | 3:21     |  |
| 10. | «Oscuro diamante»                                             | 3:43     |  |
| 11. | «Entre la niebla»                                             | 3:55     |  |
| 12. | «Cuadrado obviado» (Con Leopoldo Janín y Juan Cruz Fernández) | 3:07     |  |

Tierra

| N.º | Título                         | Duración |  |
| 1.  | «Alunizando al unísono»        | 9:58     |  |
| 2.  | «Sustancias entre las plantas» | 8:36     |  |
| 3.  | «Truenotierra»                 | 5:24     |  |
| 4.  | «Anaximandro»                  | 15:00    |  |
| 5.  | «Neuronas abrazadas»           | 7:58     |  |

## Músicos
La Renga
- Chizzo: Voz, guitarra eléctrica y acústica.
- Tete: Bajo.
- Tanque: Batería.
- Chiflo: Saxofón y trompeta.
- Manu: Saxofón, voz y guitarra rítmica.

Invitados
- Leopoldo Janín: Saxofón (en «La boca del lobo» y «Cuadrado obviado»).
- Juan Cruz Fernández: Trompeta (en «La boca del lobo» y «Cuadrado obviado»).

## Posicionamiento en listas

### Mensuales
| Listas (2006)     | Mejor posición |
| ----------------- | -------------- |
| Argentina (CAPIF) | 1              |